# Ascensore Castello d'Albertis-Montegalletto
L'ascensore Castello d'Albertis-Montegalletto è un particolare impianto di trasporto pubblico di Genova che unisce un sistema di tipo funicolare ad uno di tipo ascensoristico; collega via Balbi, nei pressi della stazione di Genova Piazza Principe, con corso Dogali nelle immediate vicinanze del castello d'Albertis, sede del museo delle culture del mondo. È gestito da AMT Genova.

## Storia

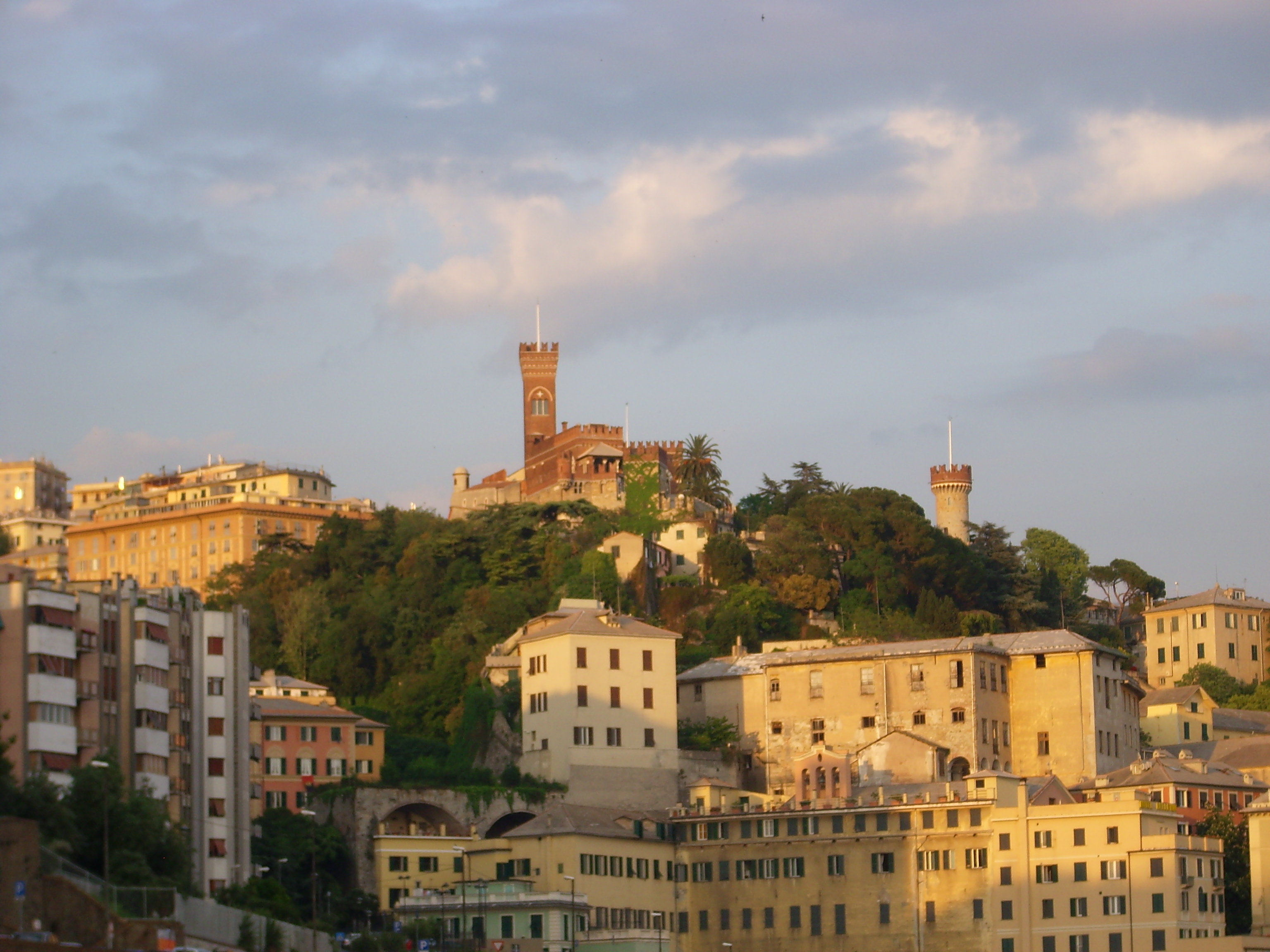
La collina di Montegalletto con alla sommità il castello d'Albertis, dal quale deriva l'attuale denominazione dell'impianto

L'ascensore fu realizzato nel 1929 da una società privata, la Società Ligure per Impianto ed Esercizio Ascensori, per collegare la principale stazione ferroviaria di Genova con Montegalletto, toponimo oggi in disuso che indicava l'area di circonvallazione a monte all'epoca soggetta ad una ampia espansione urbanistica. Consentendo di superare circa settanta metri di dislivello, era l'impianto più imponente tra quelli genovesi; per raggiungere le due cabine, della capienza di venti persone, era necessario incamminarsi nel sottosuolo lungo un tunnel di circa trecento metri. L'impianto fu sempre molto utilizzato dagli abitanti della zona anche perché ad una maggiore velocità univa un minor costo del biglietto rispetto a quelli di tram, autobus e filobus; tra il 1963 e il 1965 la società proprietaria sostituì gli ascensori con altri più moderni e veloci.
Alla fine degli anni sessanta il numero degli utilizzatori conobbe una progressiva riduzione a causa dell'introduzione della tariffa unificata sul trasporto pubblico genovese che resero meno conveniente l'utilizzo dell'ascensore; il 1º febbraio 1976 AMT rilevò l'impianto (insieme a quello di Castelletto Ponente), che mantenne in servizio fino al 1995 quando, scaduta la vita tecnica trentennale, gli ascensori furono chiusi.

### L'impianto attuale
AMT decise di non rinnovare l'impianto nella configurazione precedente in quanto la necessità di percorrere la lunga galleria pedonale ne avrebbe causato una scarsa appetibilità da parte dell'utenza. Fu redatto quindi un progetto preliminare da parte dell'ingegner Michele Montanari di AMT che prevedeva la realizzazione di un impianto traslatore-sollevatore.
Con una gara d’appalto furono assegnati a una Associazione Temporanea d'Imprese, guidata da Poma Italia, la stesura del progetto esecutivo e la realizzazione dei lavori; il progetto fu presentato nel gennaio 2001 al Ministero dei trasporti per le necessarie autorizzazioni che furono concesse il 14 novembre dello stesso anno. I lavori ebbero inizio nel settembre 2002 e terminarono nel giugno 2004.
Dopo un periodo di collaudi l'ascensore fu inaugurato e aperto al pubblico il 15 dicembre 2004.
L'impianto è tra i più apprezzati dai genovesi, sia per il suo funzionamento caratteristico che per la posizione strategica, poiché consente di raggiungere Il Castello d'Albertis e corso Dogali in breve tempo partendo dall'area antistante la stazione Principe.
Tra il 2020 e il 2021 l'ascensore ha riscontrato qualche problema tecnico, tanto che dopo la revisione ordinaria la cabina 1 è stata temporaneamente dismessa ed il servizio è stato svolto a spola dalla sola cabina 2, con frequenza di 9 minuti tra una corsa e l'altra. Nel 2022 le cabine sono nuovamente entrambe in servizio regolare.

## Caratteristiche e funzionamento
L'impianto si compone in pratica di tre sottosistemi:
- sistema funicolare per il transito nella galleria orizzontale;
- sistema di traslazione su pneumatici, di derivazione funiviaria;
- sistema di tipo ascensoristico per il superamento del tratto verticale costituito da due piattaforme distinte (una per cabina).

Le due cabine dell'impianto partono simultaneamente: la prima dalla stazione a valle percorre la galleria orizzontale mentre la seconda inizia la discesa da corso Dogali; l'incrocio della cabine avviene alla base del pozzo dell'ascensore quando entrambe le cabine vengono prese in carico dall'impianto traslatore e, mentre quella in discesa viene agganciata all'impianto funicolare tramite ammorsamento automatico per iniziare il suo percorso orizzontale, quella in salita viene collocata sul piano dell'ascensore e sollevata verso la stazione a monte.

## Dati tecnici

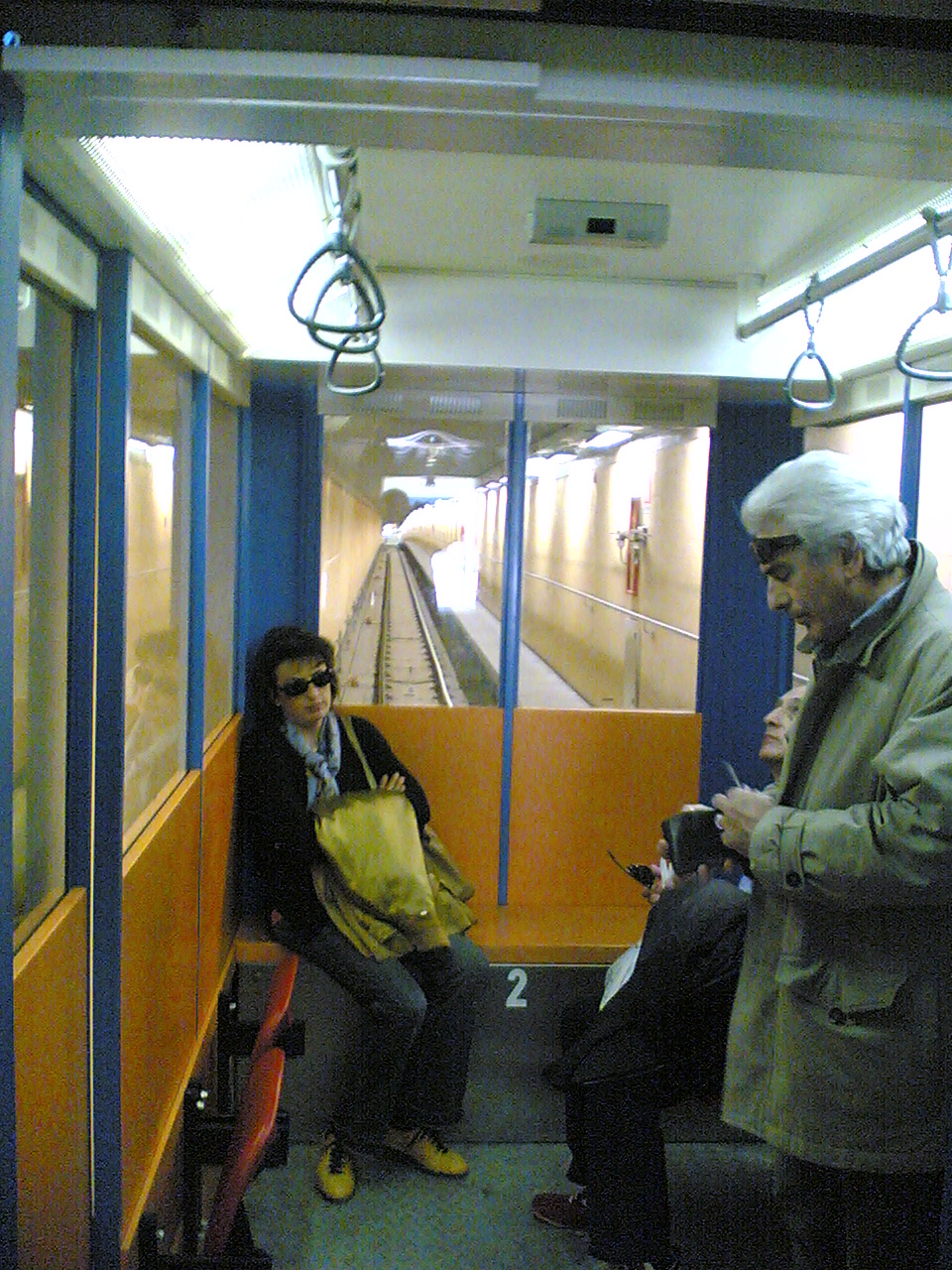
Interno di una cabina

| Altitudine stazione a valle                            | 22,38 m s.l.m.                        |
| Altitudine stazione a monte                            | 94,60 m s.l.m.                        |
| Dislivello - Impianto orizzontale - Impianto verticale | 72,19 m 2,86 m 69,33 m                |
| Lunghezza percorso orizzontale                         | 235,87 m (linea 1) 233,71 m (linea 2) |
| Velocità impianto orizzontale                          | 4,5 m/s (1,5 m/s in zona scambi)      |
| Velocità su impianto traslazione                       | 0,25 m/s                              |
| Velocità impianto verticale                            | 1,6 m/s (0,1 m/s in accostamento)     |
| Diametro del cavo traente (funicolare)                 | 15 mm                                 |
| Scartamento binari                                     | 850 mm                                |
| Capacità vetture                                       | 23 persone                            |